# Ca l'Ànima
Ca l'Ànima és una obra d'Argentona (Maresme) protegida com a Bé Cultural d'Interès Local.

## Descripció
Masia de tres cossos perpendiculars a la façana amb planta baixa i dos pisos. Al darrere hi ha un cos que fa funció de celler. Aquest té una sola planta amb una alçada de sostre considerable.
La coberta és a dues vessants amb carener paral·lel a la façana. Totes les obertures són de pedra i el portal és d'arc de mig punt amb tretze dovelles. Al davant del portal principal hi ha un safareig i un plafó de rajoles amb les imatges de Sant Joan i Sant Miquel i a sota una llegenda on diu que la font fou construïda a mitges entre Joan Antoni Andreu i Miquel Torner, ciutadans de Mataró, el 1765.